# Running in the 90's
Running in the 90's(러닝 인 더 나이티즈)는 이탈리아의 가수 마우리치오 디 조리오가 맥스 커버리(Max Coveri)라는 명의로 내놓은 유로비트 음악이다.

## 상세
이 곡은 이탈리아의 유명 작곡가인 안드레이 레오나르디가 작사 작곡하였으며, 미래와 새 시대가 다가와도 90년대의 방식처럼 살아가겠다는 뜻이 담겨있다. 처음에는 초대 Max Coveri의 보컬이었던 마시모 브란클로가 부를 예정이었으나 브란클로가 아끼는 후배인 마우리지오 데 조리오에게 이 곡과 명의를 주었다. 그리고 이 곡은 1998년에 일본의 에이벡스에서 발매한 SUPER EUROBEAT 82집에 수록되었다. 발표초기에는 마우리지오 데 조리오가 발표한 다른 음악들 같이 그저 그런 반응이었으나 Night Of Fire가 일본에서 히트를 치자 히트를 같이 치기 시작했다.

## 앨범 내용
앨범에 보너스 곡으로 Golden Age가 포함되어 있다.
A1: Running In The 90's (Extended Mix)
A2: Running In The 90's (Acappella)
B1: Running In The 90's (I Love Mini Mix)
B2: Golden Age (Extended Mix)

## 이니셜 D
이 노래는 이니셜 D의 애니메이션판에 삽입곡으로 등장한 것으로 유명한데, 이니셜 D 덕분에 비트매니아 시리즈에 실린 곡들보다 더 많은 사랑을 받았다. 참고로 Golden Age도 마찬가지로 이니셜D 삽입곡의 하나이다.

## lol, internet
미국의 커뮤니티 사이트 YTMND에서 lol, internet이라는 페이지로 유명하다.